# 唵

天城体字母中的“唵”字写法

唵（listenⓘ，IAST拼作Auṃ或Oṃ；天城文：ॐ；藏文：ཨོཾ）是一個經常在佛經和印度教經典裡出現的种子字，並有其特殊的意義。印度人往往都會在門口飾上這個字，以保家宅平安，無論他們是否有宗教背景。
根據吠陀經的傳統，“唵”這個音節在印度教裡非常神聖，它认为“唵”是宇宙中所出現的第一個音，也是嬰兒出生後所發出的第一個音。佛教受印度教影响，也认为这是一个聖潔音节，不少密宗咒語都以“唵”字作開首，如著名的三字真言「唵啞吽」；六字真言“唵嘛呢叭咪吽”。今日，利用“唵”這個字而製成的藝術品在信仰印度教的印度及尼泊爾非常常见。

## 写法图片
- 漢語書面語写法[1]
- 天城体字母、古吉拉特文、索拉什特拉文（英语：Sourashtri）及马拉地文（英语：Modi alphabet）中的写法
- 阿萨姆字母（英语：Assamese alphabet）、孟加拉文、奧里亞文中的写法[2]
- 印度教改革运动中的写法
- 泰米爾字母中的写法[3]
- 卡納達文中的写法[4]
- 泰卢固文中的写法[4]
- 馬拉雅拉姆文中的写法[5]
- 古兰塔文中的写法[6]
- 悉曇体写法[7]
- 耆那教符号（英语：Jain symbols）中的写法
- 藏文写法[8]
- 巴厘字母中的写法[9]
- 爪哇字母中的写法[10]

## 起源与内涵
“唵”這個字最早在印度教經典《吠陀經》出現。在印度教教義中，它是梵的最初體現。宇宙間萬物皆是從“唵”的振動中產生的。它如此神聖，以至於所有的曼怛羅和咒語都要加上它。它無疑是最具代表性的印度教象徵。

## 不同写法
“唵”這個字的梵文寫法（U+0950）其實是由元音（U+0913，天城體的短音O字母）和鼻音符號（U+0901，chandrabindu）組成。不過，左手邊的O由於採用了婆罗米文的字體，看起來好像數目字“3”字，所以有人把它錯認作另一個元音字母（U+090A，天城體的長音U字母）。

## 佛教
六字大明咒

## “唵”在東方秘術的意義
中國某些符籙中運用到此汉字。如遇邪祟時，可以用劍指（食指、中指併攏），在自己面前寫個「唵」字，有驅邪保身的效果。為視覺效果，或書寫為「上口下奄」。

## 其他習俗、解釋、理解
由於「唵」這個符號經常在與印度相關的物品中出現，有些商店亦把這個字放在商標中，以顯示自己的產品與印度的關連。

## 外部連結
- Aum symbology （页面存档备份，存于）